# Гуав'яре
Гуав'яре (ісп. Río Guaviare) — річка у Південній Америці, у центральній та східній Колумбії (департаменти Мета, Гуав'яре, Гуайнія та Вічада) — ліва притока річки Ориноко. Належить до водного басейну Атлантичного океану.

## Географія
Річка бере свій початок від злиття річок: Аріарі та Гуаяберо, на східний схилах Анд, хребет Кордильєра-Орієнталь, у центральній частині Колумбії, на кордоні департаментів Мета і Гуав'яре. Весь час тече у східному — північно-східному напрямку, утворюючи кордон між департаментами Мета та Гуав'яре, Вічада та Гуав'яре, Вічада та Гуайнія і на кордоні з Венесуелою впадає у річку Ориноко, з лівого берега, навпроти міста Сан-Фернандо-де-Атабапо (Венесуела).
Річка Гуав'яре має довжину 1497 км, а від витоку річки Гуаяберо — близько 2000 км. Площа басейну становить близько 140 000 км². Середньорічна витрата води у гирлі становить від 7400 до 8200 м³/с, тоді як у верхів'ї, нижче впадіння річки Аріарі, близько 1930 м³/с. Живлення переважно дощове.
Річка судноплавна на загальному відрізку в 630 км. У середній течії має пороги.

## Притоки
Річка Гуав'яре на своєму шляху приймає воду багатьох приток, найбільші із них (від витоку до гирла):
- Гуаяберо (права складова, ~ 540 км)
- Аріарі (ліва складова)
- Ува (ліва)
- Ініріда (права, 1300 км)

## Населенні пункти
Найнаселеніші пункти, які розташовані на річці Гуав'яре (від витоку до гирла): Ла-Макарена Пуерто-Артуро, Сан-Жозе-дель-Гуав'яре, Барранко-Мінас.